# Lučarjev Kal
Lučarjev Kal este o localitate din comuna Ivančna Gorica, Slovenia, cu o populație de 78 de locuitori.